# Sciaphilomastax falcicerca
Sciaphilomastax falcicerca är en insektsart som beskrevs av Marius Descamps 1979. Sciaphilomastax falcicerca ingår i släktet Sciaphilomastax och familjen Eumastacidae. Inga underarter finns listade i Catalogue of Life.